# Ли Синь
Ли Синь (кит. 李歆, пиньинь Lǐ Xīn, ?—420), взрослое имя Шие́ (士業), прозвище Тунчжу́й (桐椎) — правитель государства Западная Лян.

## Биография
Ли Синь был вторым сыном основателя Западной Лян Ли Гао. О его молодых годах сведений в исторических трудах нет, неизвестно даже в каком году он родился, и какой статус имела его мать. Первая информация о нём относится к 404 году, когда скончался его старший брат Ли Тань, являвшийся наследником престола, и новым наследником престола Западной Лян стал Ли Синь.
В 410 году Ли Синь потерпел поражение от Цзюйцюй Мэнсюня из Северной Лян, однако когда тот напал в 411 году и был вынужден отступить после неудачной осады западнолянской столицы города Цзюцюань, Ли Синь отправился за ним вдогонку и одержал крупную победу.
В 417 году Ли Гао заболел и умер, и Ли Синь взошёл на престол. Во главе правительства он поставил Сун Яо (сводного брата своего отца), однако при этом вмешивался в управление, и его проекты по строительству дворцов легли тяжким бременем на население. Также продолжалась война с Северной Лян, и в 420 году Цзюйцюй Мэнсюню наконец удалось заманить Ли Синя в ловушку. Ли Синь погиб в бою, после чего Цзюйцюй Мэнсюнь быстро захватил Цзюцюань. Сопротивление Северной Лян продолжил Ли Сюнь, бежавший в район Дуньхуана.